# Kleiner Zschand
Der Kleine Zschand ist ein Trockental in der Sächsischen Schweiz. Er führt als Seitental des Kirnitzschtals von der Felsenmühle in südwestlicher Richtung bis unterhalb des Großen Winterbergs und liegt in der Gemarkung Ostrau. Im Tal und seinen Seitentälern verlaufen diverse Wanderwege, vor allem im Südteil befinden sich die meisten Klettergipfel des gleichnamigen Teilgebiets des Klettergebiets Sächsische Schweiz.

## Geografie

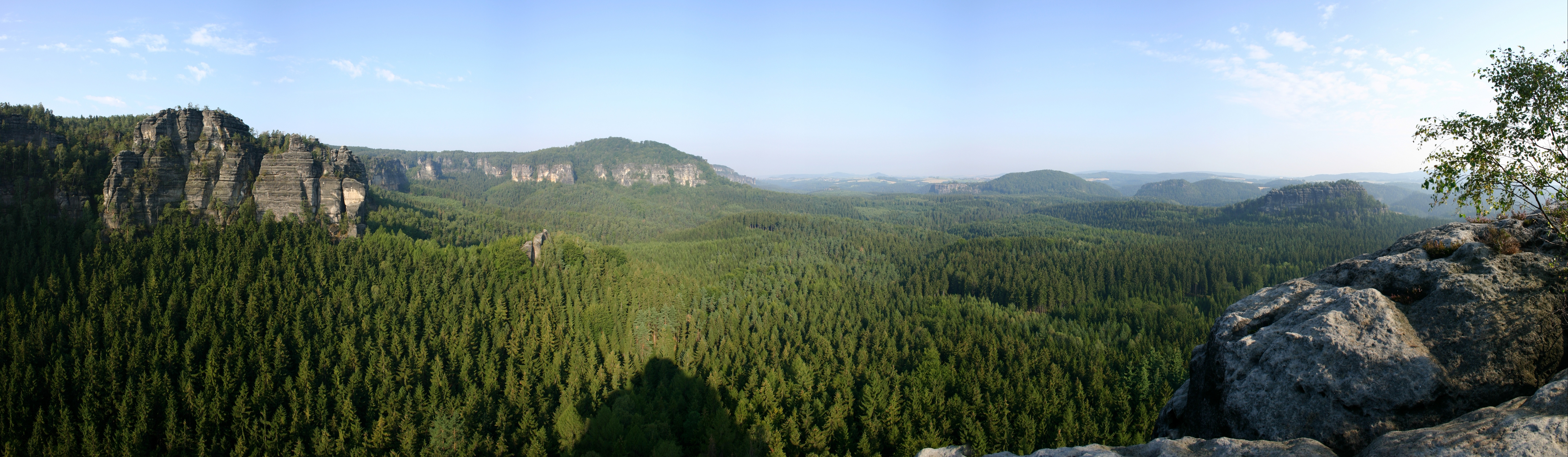
Panorama vom Winterstein aus gesehen, mit den Pechofenhörnern, Wartburg, Kleinem Winterberg und Wildenstein

Wie auch im Großen Zschand gibt es im Kleinen Zschand keinen durchgängigen Wasserlauf. Der Talboden ist auch, abgesehen vom letzten Abschnitt vor der Einmündung ins Kirnitzschtal ausgesprochen eben, er liegt durchwegs in einer tonigen Zwischenschicht (Grundwasserstauer) zwischen zwei Sandsteinhorizonten. In seinem südlichen Teil spaltet sich der Kleine Zschand in einen größeren westlichen und einen kleineren östlichen Teil auf. Der westliche Talarm wird auch als „Quenengrund“ bezeichnet. Die im mittleren Teil des Talgrundes befindlichen Wiesen haben den Flurnamen „Quenenwiesen“. Dieser ungewöhnliche Name ist eventuell auf die dort weitgehend verschwindenden Wasserläufe zurückzuführen (mittelhochdeutsch quinen = dahinschwinden), möglicherweise auch auf die Verzweigung des Tals (mhd. kinen = sich spalten).
Auf die hydrologische Situation weisen auch die Hinteren Naßschlüchte hin, ohne dass sich hier ein ständiger Wasserlauf bilden konnte. Weitere Talbezeichnungen sind Brückengrund, Himbeergründel, Hintergründel und Hirschleckschlüchte. Neben den Quenenwiesen gibt es die Flurbezeichnungen Die Knorre und die Hohe Heide.

## Geschichte

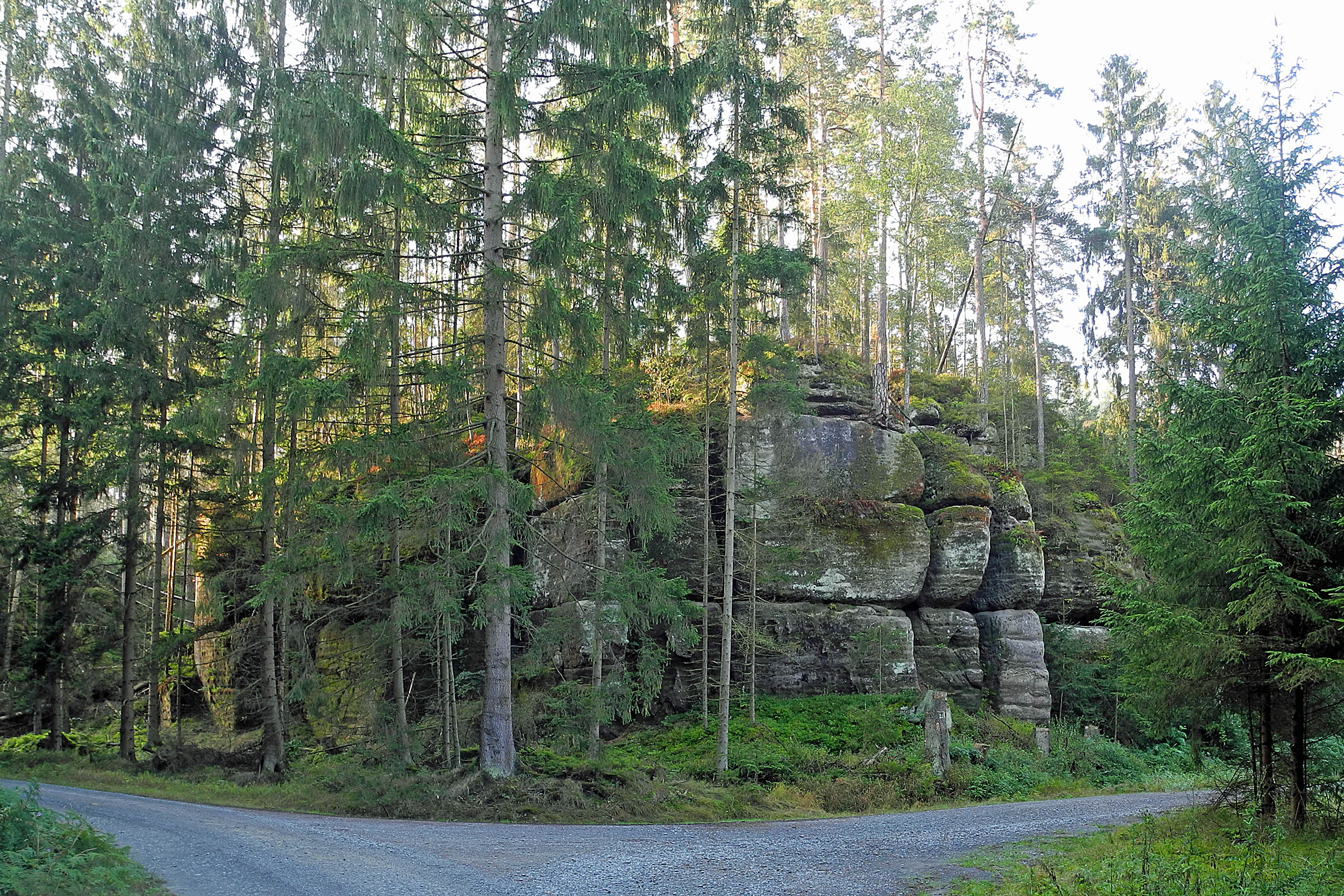
Breite Forststraße im Tal des Kleinen Zschands

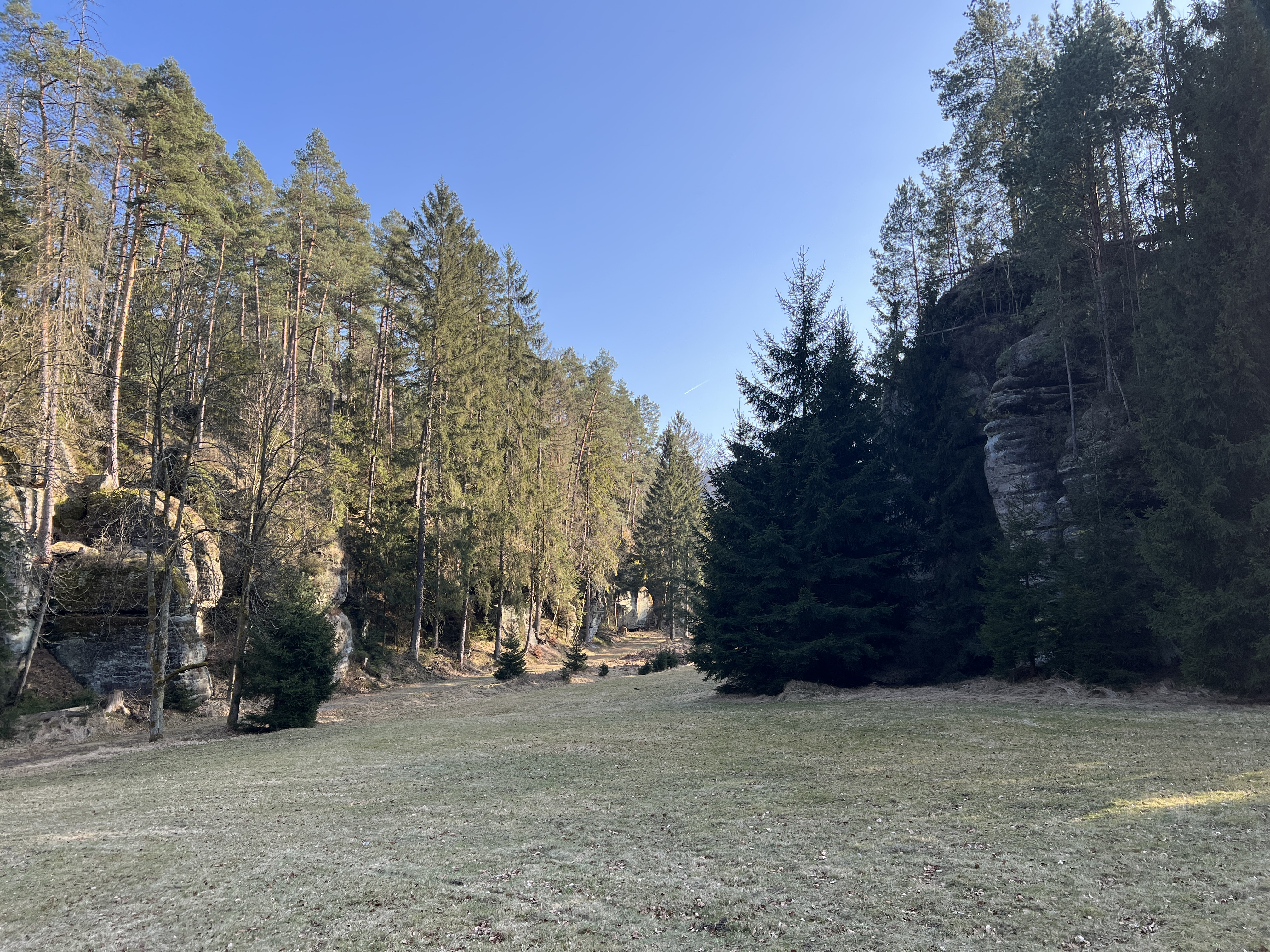
Quenenwiesen

Bereits in der Karte von Matthias Oeder aus dem Jahr 1592 ist das Tal zu finden. Die Karte führt verschiedene Wege durch den Kleinen Zschand auf, der von Oeder als „quene“ bezeichnet wird. Als Anschluss zum Roßsteig, der ursprünglich im Mittelalter die wichtige Verbindung von der Elbe bei Herrnskretschen über den Großen Winterberg und weiter bis hin zur Hohen Straße nach Bautzen und Zittau darstellte, führte ein Weg vom Neuen Wildenstein, dem Sitz der Herrschaft Wildenstein durch den Kleinen Zschand und an seinem Talschluss auf den Roßsteig unterhalb des Winterbergs.
Im oberen Teil des Quenengrundes fanden Anfang des 18. Jahrhunderts Bergbauversuche statt. In zwei Bergwerken mit den Namen „Der Himmelsfürst“ und „Das erfreute Glück“ wurde versucht, Gold zu finden und abzubauen. Spuren dieser Bergwerke sind allerdings nicht mehr zu finden.

## Klettergebiet
Der Kleine Zschand ist auch ein Teilgebiet des Klettergebiets Sächsische Schweiz. Neben den Klettergipfeln vor allem im südlichen Teil des Tales, die sich an den Ostabstürzen des Kleinen Winterbergs und den Nordhängen des Großen Winterbergs befinden, gehören dazu auch die sich daran östlich anschließenden Felsen bis zum Winterstein, der selbst kurzzeitig als Klettergipfel diente. Als bedeutendste Gipfel gelten Heringstein, Kleines und Großes Bärenhorn, Hinteres Pechofenhorn, Wartburg und die Gleitmannstürme
Die bergsteigerische Erschließung begann 1893 mit der Ersteigung des Heringsteins und der Wartburg, letztere war allerdings bereits im Mittelalter als Außenposten der Burg auf dem Winterstein erstiegen worden. Um 1900 wurden vor allem die Gipfel rund um die Bärenhörner und Pechofenhörner erschlossen. Bis etwa 1945 wurden aufgrund der langen Zustiegswege nur relativ selten neue Gipfel und Wege erstiegen. Nach 1945 wurde zunächst der Winterstein als Klettergipfel erschlossen, da die dortige Stiege nach den Kriegsjahren verfallen war und daraufhin entfernt wurde. 1952 wurde die Stiege neugebaut und der Winterstein schied damit entsprechend den Sächsischen Kletterregeln wieder als Klettergipfel aus. Zu dieser Zeit begann auch die systematische Erschließung der übrigen Gipfel. 1950 wurde mit dem Bärfangkegel zudem einer der drei schwersten Gipfel der Sächsischen Schweiz erstmals sportlich einwandfrei erstiegen.
Zu den ersten wichtigen Erstbegehern gehörte Oskar Pusch, der 1899 das Hintere Pechofenhorn erstbestieg und danach weitere Neutouren an verschiedenen Zschandgipfeln absolvierte. Aus jüngerer Zeit ist beispielsweise Bernd Arnold mit Wegen wie Barometer für Stimmungen am Heringstein (Schwierigkeitsgrad 2/Xc) oder Lustgarten am Elfiturm (Xb) zu nennen.